# Hermann von Graes
Hermann von Graes (* 1385; † im 15. Jahrhundert) war Domherr zu Münster und Osnabrück.

## Leben
Hermann von Graes wurde als Sohn des Ortwin von Graes und dessen Gemahlin Jutta geboren.
Er erhielt bereits am 27. Juli 1396 im Alter von elf Jahren eine päpstliche Zusage auf eine Osnabrücker Dompräbende. Zwei Jahre später bestätigte der Papst seine Zusage. Hermann findet am 24. Juli 1419 als Domherr zu Münster und Osnabrück urkundliche Erwähnung. Er besaß das Archidiakonat zu Billerbeck und erhielt vom Papst die Erlaubnis, inkompatible Pfründe für die Dauer von fünf Jahren beizubehalten.
Sein Bruder Goswin war in den Jahren 1425 bis 1442 Domherr in Münster.